# Щенснович, Эдуард Николаевич
Эдуа́рд Никола́евич Щенсно́вич (пол. Edward Szczęsnowicz; 25 декабря 1852, Соломбала — 20 декабря 1910, Санкт-Петербург) — русский вице-адмирал, герой русско-японской войны, член Адмиралтейств-совета, один из первых организаторов минного дела и подводного плавания в русском флоте, первый русский адмирал подводного плавания, первый командир Учебного отряда подводного плавания. Автор «Положения о службе на подводных лодках», «Плавание эскадренного броненосца „Ретвизан“ 1902—1904».

## Биография
Родился в семье польского дворянина капитана Николая Войцеховича Щенсновича — участника Ноябрьского восстания, сосланного в 1833 году в Архангельск, и дочери подпоручика Петронелии Осиповны Недвялковской (1811-1896). Поступил в гимназию в Архангельске в 1862 году, но проучился там чуть больше года, до октября 1863 года. Дальнейшее гимназическое обучение прошёл в Кронштадте в 1863-1867 годах. Родной брат Александра Николаевича Щенсновича.

### Начало службы
14 сентября 1867 года поступил воспитанником в Морское училище, был принят на военную службу с 1 января 1869 года, окончил училище 17 апреля 1871 года, был произведён в гардемарины. Практику проходил в дальнем плавании на клипере «Жемчуг» в Тихом океане (1871-1873). 20 ноября 1873 года выпущен из Морского корпуса в звании мичмана со старшинством от 18 ноября 1872, служил на канонерской лодке «Смерч», с 1874 года произведён в должность ревизора.

### Предвоенные годы
В 1876 году окончил Минные офицерские классы с присвоением квалификации минного офицера 2-го разряда, после чего переведён в 9-й флотский экипаж. В том же году назначен минным офицером канонерской лодки «Чародейка».
В 1877 году произведён в лейтенанты и назначен флагманским минным офицером при заведующем минной частью на Балтийском флоте. В 1878 году присвоена квалификация минного офицера 1-го разряда.
В 1878 году как лучший специалист направлен на Парижскую выставку для ознакомления с новейшими достижениями в области электротехники. Осенью того же года направлен в Англию и Францию для знакомства с новыми видами минно-торпедного оружия. В 1880 году окончил Минную школу Учебно-минного отряда Балтийского флота.
С 1880 года командует различными кораблями Балтийского флота (в том числе канонерской лодкой «Опыт»), проводит опыты с минным оружием. В 1885 году привёл из Англии в Кронштадт вновь построенный миноносец «Выборг».
В 1885 году в чине капитана 2-го ранга направлен в Сибирскую флотилию Тихого океана, где заведовал миноносцами и их экипажами.
В 1886 году вернулся на Балтику, здесь он командовал броненосцем береговой обороны, а затем минным крейсером (миноносцем № 7 «Выборг»). В 1887 году назначен старшим офицером корвета «Скобелев» и исполняющим обязанности флагманского офицера штаба начальников судов Морского корпуса. В 1888 назначен старшим офицером клипера «Пластун». Представил в Морское министерство свою концепцию «использования миноносцев как главного средства обороны побережья Балтийского моря в виду угрозы со стороны немецкого флота», которая так и не была реализована. В последующие годы командовал канонерской лодкой «Вихрь» (1890—1891), блокшивом «Богатырь» (1891—1892), транспортом «Секстан» (1892—1893), броненосцем береговой обороны «Колдун» (1893) и минным крейсером «Воевода» (1894—1895).
В январе 1895 года направлен в Сибирскую флотилию, где принял под командование крейсер 2-го ранга «Забияка». С 1895 года помощник командира экипажа Владивостокского порта, с 1896 — заведующий миноносцами Владивостокского порта.
В 1896 году переведён на Балтику, где командовал броненосцем береговой обороны «Тифон», минным крейсером «Воевода» (1896—1897) и канонерской лодкой «Грозящий» (1897—1898 в Средиземном море). В 1898 году произведён в капитаны 1-го ранга (5 апреля), поступил слушателем в Николаевскую военно-морскую академию. В том же году назначен заведующим 6-го флотского экипажа и женился на Ядвиге Змачинской.
В конце 1898 года направлен в Филадельфию в качестве председателя комиссии, наблюдающей за постройкой эскадренного броненосца «Ретвизан» и крейсера «Варяг». 15 февраля 1899 года переведён в 12-й флотский экипаж и назначен командиром броненосца «Ретвизан». 24 июня 1902 года участвовал в морском параде по случаю встречи русского и германского императоров и был пожалован прусским орденом Красного орла II степени. 26 июля 1902 года за Высочайший смотр судов на Ревельском рейде удостоился Высочайшего благоволения. 21 сентября 1902 года в составе отряда кораблей вышел на Дальний Восток и прибыл а Порт-Артур 20 апреля 1903 года.

### Русско-японская война

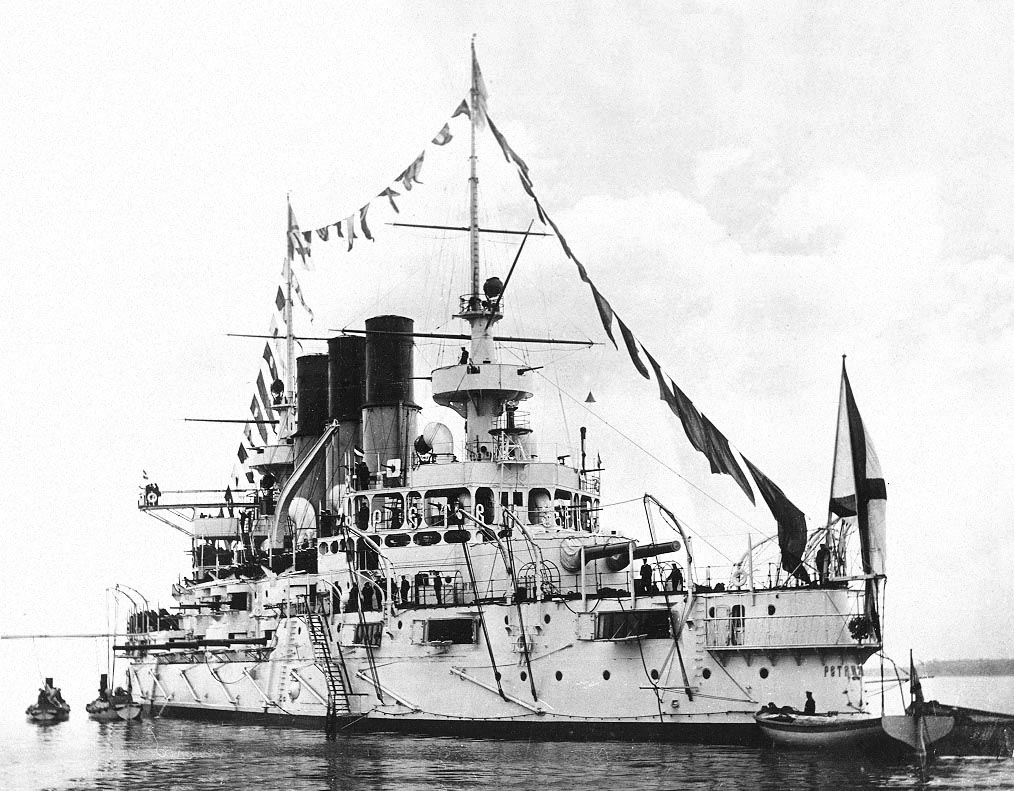
Броненосец «Ретвизан»

В ночь с 26 на 27 января 1904 г. стоявшие на рейде Порт-Артура русские корабли, в том числе броненосец «Ретвизан» под командованием капитана 1-го ранга Щенсновича, были атакованы японскими миноносцами — началась Русско-японская война. В результате попадания торпеды «Ретвизан» получил серьёзные повреждения и был отведён командиром на мелководье. В дальнейшем броненосец своей артиллерией наносил урон врагу, участвовал в отражении ночных атак японских миноносцев. После заделки пробоины, броненосец «Ретвизан» участвовал в сражении с японским флотом в Жёлтом море 28 июля 1904 г., при неудачной попытке прорваться во Владивосток. Для восстановления нарушенного боевого порядка эскадры, во время одного из боёв, командир «Ретвизана» своим манёвром отвлёк на себя весь огонь противника, пытался таранить флагманский японский корабль. В этот момент сам командир броненосца едва не был сражен разорвавшимся снарядом. Множество осколков поразили голову капитана 1-го ранга, контузили брюшную полость.

### Подводный флот
После окончания войны и возвращения из японского плена Э. Н. Щенснович получил назначение на Балтику, где «за отличие по службе» был произведён в контр-адмиралы и назначен младшим флагманом. Указом Императора Николая II от 19 марта 1906 г. назначен заведующим подводным плаванием и первым командиром Отряда подводного плавания. Это было первое подводное формирование, включавшее все имевшиеся подводные лодки Балтийского флота. Щенснович стал первым организатором практического подводного плавания в русском флоте, по его инициативе в России появилась первая настоящая база для подводных сил. Всего за два года в Порту Александра III (военной гавани Либавы) построили специальный бассейн на 20 подводных лодок, оборудованный всем необходимым для субмарин и их команд — от пирсов до учебных лабораторий.
Сам талантливый и деятельный офицер он считал, что «…подводник должен быть высоконравственным, не пьющим, бравым, смелым, отважным, не подверженным морской болезни, находчивым, спокойным, жизнерадостным и отлично знающим своё дело». Эта идея легла в основу разрабатываемых в то время «Правил плавания в подводном флоте и отбора людей для службы на подводных лодках».
С самого начала строительства подводных лодок Э. Н. Щенснович возражал против их заказа за границей. В декабре 1905 года он направил морскому министру записку о необходимости строить подводные лодки на отечественных предприятиях по проектам русских инженеров. В записке, в частности, отмечалось: «Неужели нам и в этом деле быть позади иностранцев и давать им возможность учиться, как нас побеждать, на наши же средства? А заказ лодок за границей и даже строительство в России заграничных типов к этому приводит… Мы имеем уже таких опытных руководителей постройкой подводных лодок, как Беклемишев и Бубнов. Появляются проекты новых лодок И. А. Гаврилова, Л. И. Мациевича. Так неужели бросать это дело?»
Эти обвинения имели под собой основу. Так, верфь Круппа «Германия» до получения русского заказа не занималась постройкой подводных лодок, за исключением экспериментальной малой ПЛ «Форель». Именно русский заказ дал старт последующему развитию германского подводного судостроения. В результате в первое пятилетие после войны с Японией из одиннадцати подводных лодок, полученных флотом, только две (Минога и Акула) были построены по проектам И. Г. Бубнова на Балтийском заводе.
В 1908—-1909 командир Учебного минного отряда, куда входил и Отряд подводного плавания.
Полученные ранения давали о себе знать, его назначают, в чине вице-адмирала, членом Адмиралтейств-совета (1908—1909). Руководя комиссией по пересмотру «Положения о кондукторах русского флота» в совете, адмирал готовит докладную записку по поводу наших недостатков в минувшей войне, промахов, повторявшихся в отечественном судостроении, но довести до конца эту работу не успел.
Автор ряда работ по применению минного оружия: «Краткие записки общего курса минного искусства» (1880 г.), «Руководство по общему курсу минного искусства» (1884—1888 гг.), «Общие взгляды на миноносцы и минные крейсера…» (1888 г.) и др.; научные статьи в «Морском сборнике», а также книга воспоминаний «Плавание броненосца Ретвизан с 1902 по 1904 гг.»

## Отличия
- Орден Святого Станислава III степени (1878)
- Орден Святой Анны III степени (1880 или 1881)
- Орден Святого Станислава II степени (1890)
- Орден Святой Анны II степени (6.12.1894)
- Серебряная медаль «В память Царствования Императора Александра III» (1896)
- Орден Святого Владимира IV степени с бантом (1897) «за 25 лет службы»
- Орден Князя Даниила 2 степени (Черногория, 1899)
- Орден Святого Владимира III степени (6.12.1902)
- Орден Красного Орла 2 степени (Пруссия, 1902)
- Командорский Крест Ордена Спасителя (Греция, 1903)
- Орден Святого Станислава I степени (1907)
- Золотая сабля «За храбрость» (2.4.1907) за оборону крепости Порт-Артур.
- Серебряная медаль с бантом в память Русско-японской войны 1904—1905 гг. (2.4.1907)
- Орден Святого Георгия 4 степени (14 марта 1904)
- Орден Святой Анны I степени (6.12.1910)

## Семья
Супруга - Ядвига Михайловна Змачинская